# Уилки, Уэнделл

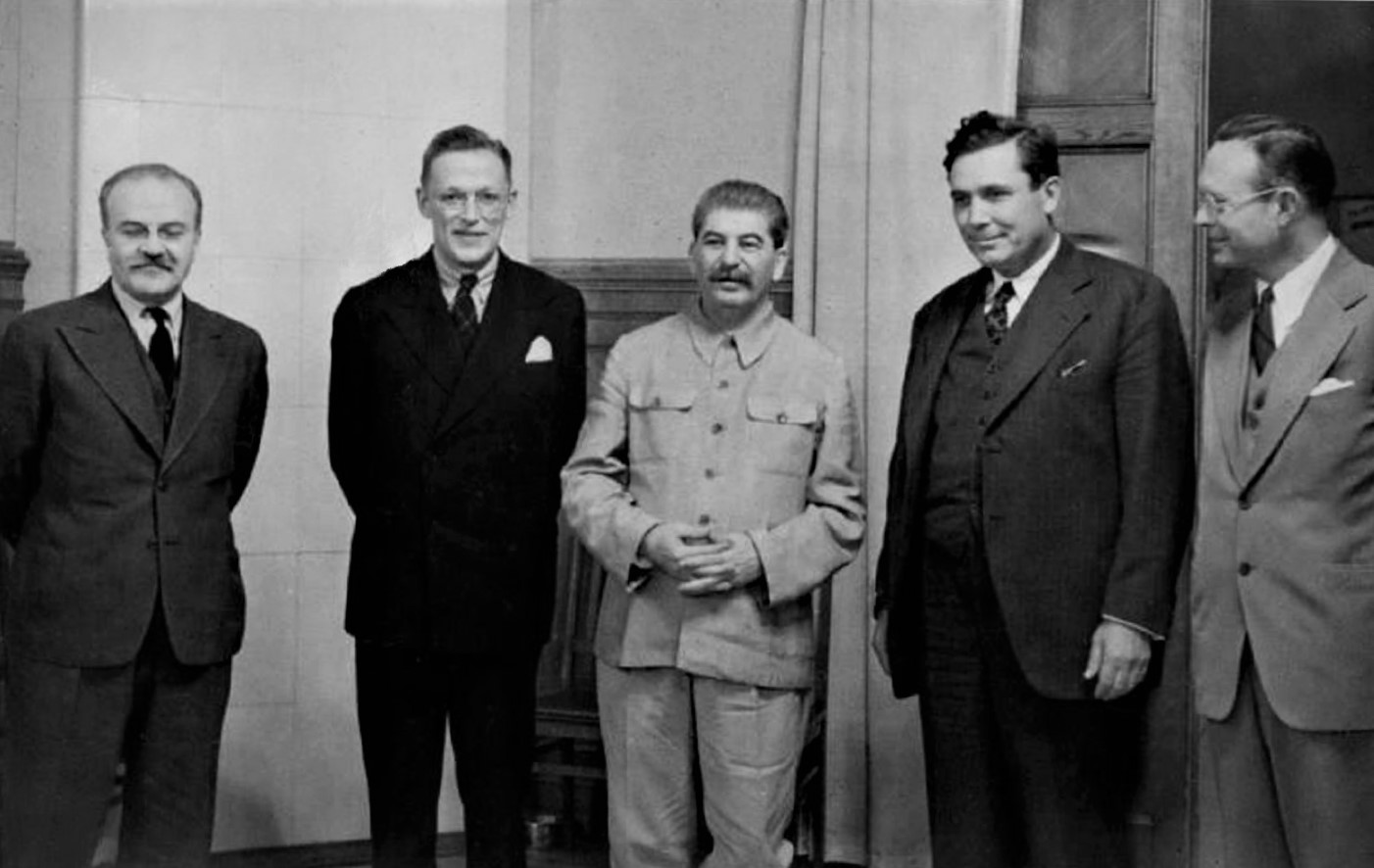
Иосиф Сталин принимает личного представителя Президента США г-на Уэнделла Уилки. 1942. Фото М. Калашникова

Лью́ис Уэ́нделл Уи́лки (англ. Wendell Lewis Willkie; 18 февраля 1892, Элвуд, Индиана — 8 октября 1944, Нью-Йорк) — американский политик, кандидат от Республиканской партии на президентских выборах в США в 1940 году. Во время кампании критиковал администрацию Франклина Рузвельта, обвиняя в неэффективности и направленности политики «Нового курса» против бизнеса.
Уилки выступил выборах 1940 года лучше, чем предыдущие соперники Рузвельта (Герберт Гувер и Альфред Лэндон), но проиграл с перевесом примерно в 10%. Впоследствии Уилки присоединился к команде Рузвельта.

## Биография
Уилки родился в Элвуде, штат Индиана. Он был сыном Германа Уилки, немецкого иммигранта, и Генриетты Триш. Его родители были адвокатами в Элвуде, а мать была одной из первых женщин, которые стали юристами в штате Индиана. Хотя его имя было Льюис, дома и в кругу друзей в Элвуде звали его вторым именем, Уэнделл.
Уилки окончил среднюю школу, а затем Университет штата Индиана, где он был членом братства Бета Тета Пи. В течение года после окончания университета он преподавал историю в средней школе в Кофейвилли в штате Канзас, после чего он поступил в школу права Университета штата Индиана в Блумингтоне. После службы в качестве лейтенанта в армии США в Первой мировой войне Уилки переехал в Акрон, штат Огайо, где работал как корпоративный юрист фирмы Firestone Tire & Rubber Company. В 1919 году Уэнделл женился на Эдит Уилки (однофамилица), библиотекаре из Рушвилля, штат Индиана. У них был один сын, Филипп. Кроме того, он стал активистом местного отделения Демократической партии и был делегатом на Национальном съезде Демократической партии в 1924 году. Однако Уилки принадлежал к консервативному крылу партии. В 1932 году Уилки был делегатом съезда Демократической партии, когда кандидатом в президенты США был избран Франклин Делано Рузвельт.
После переезда в Нью-Йорк Уилки сделал впечатляющую карьеру в частном секторе, где стоял во главе одной из крупных корпораций, которые выполняли государственные заказы. Выступал против реформ в рамках Нового курса, но вместе с тем подвергал критике и предыдущую республиканскую администрацию Герберта Гувера.
Некоторое время он выступал в печати и по радио с критикой Нового курса.
В 1940 году был избран кандидатом Республиканской партии на пост президента. В борьбе за номинацию победил таких политиков, как сенатор Роберт Тафт и прокурор Томаc Дьюи. До сего времени он остается единственным представителем Индианы, который победил на праймериз президентских выборов.
Рузвельт победил Уилки в соотношении 54,8 к 44,8 процента. Уилки набрал 22305198 голосов, а Рузвельт — 27244160. Уилки победил на выборах в 10 штатах, в том числе в Индиане, и получил 82 голоса выборщиков, тогда как Рузвельт — 449.
После поражения Уилки сотрудничал с администрацией Рузвельта, выступил в поддержку президента во время Второй мировой войны. Был посланником президента во многих странах мира.
В 1944 году вновь выдвигал свою кандидатуру на праймериз президентских выборов, но проиграл Томасу Дьюи. Накануне выборов неожиданно умер от сердечного приступа.
Известно прозвище Уилки, придуманное Гарольдом Икесом: «босяк с Уолл-стрит» (англ. Barefoot boy from Wall Street) — намек на происхождение Уилки «из низов» и его популярность среди простых людей.

## Миссия в СССР
В августе 1942 года был Уилки направлен президентом Рузвельтом в Москву для встреч с советскими руководителями и подготовки доклада о способности Советского Союза выстоять в войне с Третьим рейхом. Направляя информацию о Уилки И. В. Сталину и В. М. Молотову, заместитель наркома иностранных дел СССР С. Лозовский докладывал: «Уилки намеренно демонстрирует свой антифашизм, поскольку он немецкого происхождения и боится, чтобы его не обвинили в недостаточном американском патриотизме. Все его просоветские декларации носят избирательный характер, так как он надеется на волне симпатий к Советскому Союзу пройти в президенты на выборах в 1944 году». На документе рукой Молотова была начертана резолюция: «Справка довольно хорошая (редкость для Наркомата иностранных дел). Надо рассмотреть тем, кому посылаем шифровки». На самом деле расхваленная Молотовым справка была крайне поверхностной, а содержащиеся в ней выводы — надуманными и беспочвенными. Тем не менее Уилки был принят в Москве на высшем уровне, подробно беседовал со Сталиным. Посол США в Москве Уильям Стэндли, который не очень симпатизировал Уилки, считал, что тот приехал в СССР, руководствуясь личными интересами. Вернувшись из турне, Уилки заявил о необходимости оказывать советскому народу помощь в борьбе с фашизмом и ускорить открытие т. н. второго фронта: «Мы не должны бояться России. Мы должны научиться сотрудничать с ней в борьбе против общего врага — Гитлера. Мы должны научиться сотрудничать с ней на мировой арене после окончания войны, так как Россия является динамичным государством, жизнеспособным новым обществом, силой, которую нельзя будет игнорировать в будущем мире, каким бы он ни был». Доклад Уилки cыграл определенную роль в активизации оказания помощи Советскому Союзу по ленд-лизу.
Потерпев поражение во второй попытке занять пост президента, Уилки объявил, что возвращается к юридической практике, но его друзья сомневались, что он будет доволен этим. Рузвельту не терпелось избавиться от вице-президента Уоллеса в своей заявке на четвёртый срок, и он попросил посредника поговорить с Уилки о том, чтобы тот баллотировался вместо Уоллеса. Уилки не хотел даже отвечать, зная, что Рузвельт давал обещания потенциальным напарникам, которых не выполнял. Между Уилки и Белым домом продолжались обсуждения, о которых знали третьи лица, хотя подробности неизвестны; кандидатура на пост вице-президента досталась Гарри С. Трумэну. Уилки заинтересовал Рузвельта идеей новой либеральной партии, которая должна была быть сформирована после окончания войны и объединить левые силы двух существующих крупных партий, но Уилки разорвал контакты с Белым домом после того, как информация об этом просочилась в прессу, потому что считал, что Рузвельт использовал его в политических целях. Рузвельт отправил письмо, в котором выразил сожаление по поводу утечки информации, но оно тоже было опубликовано в газетах, и Уилки заявил: «Мне в последний раз солгали».
Несмотря на их нарушение, Рузвельт продолжал пытаться примирить Уилки. Сын Рузвельта Эллиот позже заявил, что его отец надеялся, что Уилки станет первым генеральным секретарем Организации Объединенных Наций, и двое мужчин договорились встретиться позже в этом году. Уилки не пригласили выступить на Национальном съезде Республиканской партии 1944 года в Чикаго, на котором Дьюи был выдвинут кандидатом в президенты, и он отказался от пропуска в качестве «почетного гостя». Дьюи надеялся заручиться поддержкой Уилки и послал своего советника по внешней политике, Джон Фостер Даллес, повидаться с Уилки. Бывший кандидат отказался от участия в жеребьевке и перед смертью не поддержал его кандидатуру. Уилки написал две статьи для Collier’s, в одной из которых призывал проводить интернационалистическую внешнюю политику, а в другой требовал улучшения гражданских прав афроамериканцев. Он также изучал возможность стать издателем газеты.
Уилки долгое время пренебрегал своим здоровьем и диетой, много курил и редко занимался спортом. Его пьянство очаровало репортеров в Филадельфии в 1940 году, но к 1944 году это стало проблемой. В августе 1944 года Уилки почувствовал слабость во время поездки на поезде в свой дом в Рашвилле. Там у него случился сердечный приступ, но его пришлось уговорить обратиться к врачу, и он отказался от госпитализации.
С течением недель состояние Уилки только ухудшалось. В середине сентября он отправился в Нью-Йорк по железной дороге, но в поездке у него случился еще один сердечный приступ. Хотя его консультанты посоветовали ему обратиться за лечением и отказаться от поездки, Уилки продолжал настаивать. Когда он прибыл в Нью-Йорк, Уилки испытывал сильную боль, и его пресс-секретарь вызвал скорую помощь, чтобы отвезти его в больницу Ленокс Хилл. Он в некоторой степени поправился, настолько, что его друзья ожидали, что его выпишут. Он проводил время, работая над аннотациями к своей второй книге «Американская программа», и планировал будущие проекты. 4 октября Уилки подхватил инфекцию горла, которую лечили пенициллином. Пока он выздоравливал, у Уилки снова начались хронические сердечные приступы, и 7 октября он перенес еще три приступа. Больница, которая выпускала успокаивающие бюллетени для общественности, теперь была вынуждена сообщить общественности, что состояние Уилки ухудшилось и что он находится в критическом состоянии. На следующее утро у Уилки случился последний приступ, который оказался смертельным. Он перенес более дюжины сердечных приступов в больнице Ленокс Хилл.
Рузвельт опубликовал заявление, в котором приветствовал «потрясающее мужество» Уилки, которое «не раз побуждало его действовать в одиночку… В этот час серьёзного кризиса страна теряет великого гражданина». Военный министр Стимсон предложил похоронить Уилки на Арлингтонском национальном кладбище, но Эдит Уилки хотела, чтобы её мужа похоронили в его родной Индиане, в Рашвилле. Его гроб поставили в центральном проходе Пресвитерианской церкви на Пятой авеню. 60 000 человек прошли мимо его гроба, а 35 000 человек собрались вокруг церкви во время службы, в том числе много чернокожих, что, как отметила Элеонора Рузвельт в своей колонке, было уместно. Венделл и Эдит Уилки покоятся вместе на Восточном кладбище в Рашвилле. Могила была отмечена крестом, а на камне была вырезана книга, созданная скульптором Мальвиной Хоффман и украшенная цитатами из «Единого мира».